# František Kožík

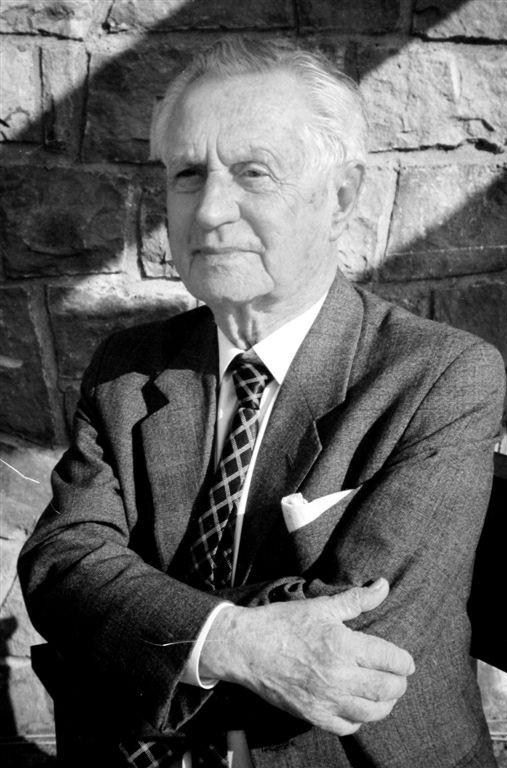
František Kožík

František Kožík (* 16. Mai 1909 in Uherský Brod, Österreich-Ungarn; † 5. April 1997 in Telč, Tschechien) war ein populärer tschechischer Schriftsteller und Vertreter des Esperanto. Er schrieb auch unter dem Pseudonym Jiří Žalman.

## Leben
Kožík studierte nach seinem Abitur 1927 Recht und anschließend Philosophie. Er war Prosaist, Dramatiker, Dichter, Publizist, Übersetzer und Libretto-Autor.
Im Frühjahr 1943 gehörte er zu einer internationalen Schriftstellerdelegation, die auf Einladung des deutschen Propagandaministers Joseph Goebbels die Massengräber von Katyn mit den Leichnamen polnischer Offiziere besichtigte, die die sowjetische Geheimpolizei NKWD drei Jahre zuvor erschossen hatte. Nach der Rückkehr nach Prag schrieb er Artikel darüber für die unter deutscher Kontrolle erscheinende tschechische Presse. Unter den tschechischen Stalinisten distanzierte er sich 1952 von seiner bisherigen Version des Geschehens und beschuldigte die deutsche Seite. 1990 distanzierte er sich von seiner Aussage von 1952, dass er bei den Toten Dokumente gesehen habe, die die deutsche Täterschaft bewiesen. Zu dieser Aussage sei er von den kommunistischen Behörden gedrängt worden. Seit der Geheimrede Nikita Chruschtschows von 1956 über die Verbrechen Stalins sei er von der sowjetischen Täterschaft überzeugt gewesen.
Von 1956 bis 1974 arbeitete er als Rundfunk- und Filmdramaturg.

## Werke
Die literarische Inspiration suchte er zunächst in der Zeit der Rosenberger in Südböhmen. Im Drama Die Krumauer Romanze und der Novelle Dritte Nacht beschrieb er die letzten Lebensjahre von Wilhelm und Peter Wok von Rosenberg.
Er schrieb vor allem auch historische biographische Romane, z. B. über Jean-Gaspard Deburau, Luís de Camões, Miguel de Cervantes, Marquis de Sade, Jan Amos Komenský, Leoš Janáček, Josef Mánes, Eduard Vojan, Josef Kajetán Tyl, Jaroslav Čermák, Zdenka Braunerová, Rudolf Těsnohlídek.
1933 und 1940 arbeitete er als Regisseur der Radiosendung Verda Stacio in Brünn, die in der Sprache Esperanto ausgestrahlt wurde. Auf Tschechisch moderierte er Sendungen für die Jugend.

### In Esperanto
- Poeto ne mortas, 1984
- Lumo en tenebroj, 1992

### Bücher
- Drahý Bedřichu!,
- Největší z pierotů, 1939 (2 Teile) 1943/45 in Frankreich verfilmt als Kinder des Olymp; deutsch: Der grösste der Pierrots, Roman (Aus dem Tschechisch übersetzt von Marianne Pasetti-Swoboda), Fischer TB 11443, Frankfurt am Main 1993, ISBN 3-596-11443-8.
- Pařížská komuna,
- Trnitá souhvězdí, 1930
- Jitřní lov, 1932
- Na růžích ustláno, 1933
- Cristobal Colón, 1934
- Nové srdce, 1936
- Tváří k západu, 1936
- Láska a box, 1937
- Na břehu noci, 1937
- Cesta k lidem, 1938
- Francie, 1938
- Sejdeme se?, 1938
- Básník neumírá, 1940
- Rozhlasové umění, 1940
- Shakespeare, 1940
- Don Quijote přichází..., 1941
- Hledám Marii Romanovou, 1941
- Prstýnek z vlasů, 1941
- Vlajka vítězů, 1941
- Dobrý den moje štěstí, 1942
- Doby krásy, 1942
- Blázny živí bůh, 1943
- Komediant, 1943
- Lásky odcházejí, 1943
- Meluzína, 1943
- Pírinka, 1943
- Proč pláče Meluzína, 1943
- Přátelství, 1943
- Dobrou noc maminko!, 1944
- O knihách nejmilejších, 1944
- Svatá holčička, 1944
- Bratr a sestra, 1944
- Barborka, 1945
- Čisté srdce, 1945
- Dětství, 1945
- Francesca, 1945
- Ztichlými ústy, 1945
- Cervantes tvůrce Dona Quijota, 1947
- Na dolinách svítá, 1947
- Tajná láska, 1947
- Červánky mezi dětmi, 1948
- Dějiny Sokola Brno 1862-1887, 1948
- Vítězství vůle, 1949
- Rok vzpomínek, 1950
- Zahořanský hon, 1950
- Vítěz maratónský, 1952
- Aleje míru, 1953
- Jak mráz čaroval, 1953
- Tři zlí kmotři, 1953
- Hejtman Šarovec, 1954
- Malá Eva, 1954
- Synové hor, 1954
- Devatero oslovení, 1955
- Emil Zátopek ve fotografii, 1955
- Emil Zátopek vypravuje, 1955
- Josef Mánes, 1955
- Polka vítězí! 1955
- Vesele do světa, 1955
- Statečná Andula, 1956
- Deburau, 1957
- Na shledanou Emile! 1957
- Pohádky vánočního zvonku, 1957
- Statečný Honza, 1957
- Vánoční verše 1945-1956, 1957
- Zelená princezna, 1957
- Bolestný a hrdinský život Jana Amose Komenského, 1958
- Cestou lásky, 1958
- Dětská sonáta, 1958
- Město vzpomínek, 1958
- Rytíř smutné postavy, 1958
- Až přijdete do Telče, 1959
- Cesty žen, 1959
- Český Honza, 1959
- Jezerní růže, 1959
- Pohádka o sněhu, 1960
- Zákon věrných strážců, 1961
- Krumlovská romance, 1963
- Město šťastných lásek, 1963
- Finále, 1964
- Kryštof Harant, 1964
- Cirkus U tří slunčnic, 1965
- Akrobatická řada, 1966
- Klíč ku Praze, 1967
- Neviditelný, 1967
- Po zarostlém chodníčku, 1967
- Třetí noc, 1967
- Balada o věčné lásce Tristana a Isoldy, 1968
- Dobrý člověk ještě žije, 1969
- Jan Amos Komenský muž touhy, 1969
- Albrechtsburg, 1970
- Světlo v temnotách, 1970
- Třikrát se ohlédni, 1970
- Čarovný prsten, 1971
- Pouta věrnosti, 1971
- Sníh padá na Hradiště, 1971
- Stezka věrnosti, 1972
- Bretaň - dcera oceánu, 1973
- Anděl míru, 1973
- Noci na Zvíkově, 1973
- Šavle a píseň, 1973
- Miláček národa, 1975
- Sabina, 1975
- Kouzelník z vily pod lipami, 1976
- Normální obraz srdce, 1976
- Na křídle větrného mlýna, 1977
- Neklidné babí léto, 1979
- Po stopách dětství, 1979
- Kronika života a vlády Karla IV. krále českého a císaře římského, 1981
- Fanfáry pro krále, 1983
- Píseň nejdražší, 1986
- Svátky krásné hvězdy, 1988
- Jsem vánočnímu stromu podoben, 1992
- Černé slunce („Dunkle Sonne“), 1993

## Filmografie (Auswahl)
Literarische Vorlage
- 1953: Groschenliedchen (Písnicka za gros)

Drehbuch
- 1959: Menschen und Felsen (Skaly a ludia)
- 1961: Ermittlungsergebnis Mord  (Tereza)
- 1964: Arizonalied  (Zpivali jsme Arizonu)
- 1976: Palette der Liebe (Paleta lásky)

## Mitgliedschaften
- Obec spisovatelů (Tschechischer Schriftstellerverband)
- PEN-Club

## Biographie
- B. Balajka: Přehledné dějiny literatury II., SPN, Prag 1993
- Čeští spisovatelé 20. století, Československý spisovatel, Prag 1985
- Lexikon české literatury K-L, Academia, Prag 1993
- Slovník českých spisovatelů, Libri, Prag 2000

siehe auch Liste tschechischer Schriftsteller

## Einzelbelege
1. ↑  Osobnosti: Jis Menš: František Kožík Internetová encyklopedie dějin Brna tschechisch
2. ↑  Pavel Kosatík: Naši v katyňském lese CS-Magazin, 23. März 2005.
3. ↑  
Mečislav Borák: Zločin v Katyni a jeho české a slovenské souvislosti in: Evropa mezi Nemeckem a Ruskem. Evropa mezi Německem a Ruskem : sborník prací k sedmdesátinám Jaroslava Valenty. Miroslav Šesták a Emil Voráček. Historický ústav AV ČR, Praha 2000, ISBN 80-7286-021-6, S. 516–519.

| Personendaten    | Personendaten                                         |
| ---------------- | ----------------------------------------------------- |
| NAME             | Kožík, František                                      |
| ALTERNATIVNAMEN  | Jiří Žalman (Pseudonym)                               |
| KURZBESCHREIBUNG | tschechischer Schriftsteller, Vertreter des Esperanto |
| GEBURTSDATUM     | 16. Mai 1909                                          |
| GEBURTSORT       | Uherský Brod                                          |
| STERBEDATUM      | 5. April 1997                                         |
| STERBEORT        | Telč                                                  |